# Vermicella intermedia
Espèce
Vermicella intermedia est une espèce de serpents de la famille des Elapidae.

## Répartition
Cette espèce est endémique d'Australie. Elle se rencontre en terre d'Arnhem au Territoire du Nord et au Kimberley en Australie-Occidentale.

## Étymologie
Son nom d'espèce, du latin intermedia, « intermédiaire », lui a été donné en référence au nombre d'écailles, au nombre de rayures et à la largeur de son corps intermédiaires par rapport aux autres membres de ce genre.

## Publication originale
- Keogh & Smith, 1996 : Taxonomy and natural history of the Australian bandy-bandy snakes (Elapidae: Vermicella) with a description of two new species. Journal of Zoology, vol. 240, p. 677-701 (texte intégral).